# 雪山飛狐 (1985年電視劇)
《雪山飛狐》（英語：The Flying Fox of Snowy Mountain）是香港電視廣播有限公司根據金庸所著的武俠小說《雪山飛狐》及《飛狐外傳》合而為一改編而拍攝製作的古裝武俠劇集，全劇共40集，監製王天林，于1985年10月14日至12月6日期间在无线电视翡翠台首播，此劇為無綫電視18週年台慶劇，翻拍自佳視1978年劇集，該劇平均收視率達55分，位居年度第二。
此劇于1988年1月下午2:15-3:15, 1990年1月深夜, 2014年1月2日至5月2日星期一至五上午10:00-10:30在翡翠台重播。

## 故事大綱
明末闖王破京，吳三桂引清兵入關，將闖王圍困於九宮山。闖王派出身邊三大衛士分別姓苗、范、田去突圍召援，祗留下第四名姓胡衛士護駕。不料苗、范、田三名衛士領得援軍前來救駕時，發現闖王已失踪，而姓胡衛士卻投靠了吳三桂，三人立志追殺姓胡衛士報仇。其實，姓胡衛士是假意效忠吳三桂，靜待機會助闖王復國。此後，苗、范、田和胡家後人因不知內情而互相仇殺，及至胡家第四代胡一刀 ( 呂良偉飾 ) ；胡一刀因上代誓言保密百年期滿，本欲將真相告知三家以了結仇怨，但三家後人因爭奪明室寶藏，結果葬身冰洞。胡一刀始終無法說出真相，唯有將事實寫下並封於洞內以警惕世人，而胡一刀亦打算與夫人 ( 戚美珍飾 ) 退隱江湖。
及後田家第四代田歸農 ( 曾江飾 ) 佈局令胡一刀與苗家後人苗人鳳 ( 謝賢飾 ) 決戰，並暗中下毒殺害胡一刀夫婦二人，胡夫人臨終前將初生的胡斐交予忠仆平四 ( 龍天生飾 ) ，平四帶胡斐逃亡，並誓要查明真相。 胡斐 ( 呂良偉分飾 ) 專心習武，練成胡家刀法。他在追殺苗人鳳途中邂逅神秘女子袁紫衣 ( 周秀蘭飾 ) ，因求藥醫治苗人鳳而結識了藥王之徒程靈素 ( 景黛音飾 ) ，兩人更成莫逆之交。期間，苗人鳳女苗若蘭 ( 曾華倩飾 ) 亦對胡斐產生愛慕之情……最終胡斐得知父死于苗人鳳刀下，兩人遂展開生死決鬥……

## 演員表
- 呂良偉 飾 胡一刀/胡　斐
- 周秀蘭 飾 袁紫衣
- 景黛音 飾 程靈素
- 曾華倩 飾 苗若蘭
- 謝賢 飾 苗人鳳/苗家雲
- 陳秀珠 飾 南蘭
- 戚美珍 飾 胡夫人(魏雪)
- 曾江 飾 田歸農/田安豹
- 龍天生 飾 平四
- 許紹雄 飾 閻　基
- 趙雅芝 飾 馬春花
- 黃允材 飾 福康安/陳家洛
- 佩雲 飾 福康安之母
- 李國麟 飾 徐錚
- 關禮傑 飾 商寶震
- 羅蘭 飾 商老太
- 石堅 飾 商劍鳴
- 張英才 飾 毒手藥王無嗔
- 駱應鈞 飾 石萬嗔
- 馬慶生 飾 慕容景岳
- 徐廣林 飾 姜鐵山
- 陳玉麟 飾 薛鵲
- 楊澤霖 飾 鳳天南
- 李海生 飾 湯　沛
- 劉江 飾 李自成
- 吳孟達 飾 苗家祖先
- 甘國衛 飾 飛天狐狸(胡家祖先)
- 陳榮峻 飾 田家祖先
- 蘇漢生 飾 范家祖先
- 劉青雲 飾 飛天狐狸之子
- 劉丹 飾 吳三桂
- 鮑方 飾 杜希孟
- 黃文慧 飾 杜夫人
- 何璧堅 飾 村中老者
- 黃一飛 飾 苗家下人
- 梁雄
- 余慕蓮
- 陳立品 飾 平四之母
- 曾楚霖 飾 平四之父
- 高妙思 飾 袁銀姑
- 吳鎮宇 飾 湯沛家丁(第八集帶隊追殺袁銀姑)
- 何禮男
- 鄭藩生
- 高雄
- 吳志強
- 梅蘭
- 李樹佳 飾 周文揚(田歸農弟子)
- 藍天 飾 馬行空
- 劉國誠 飾 王劍英
- 麥皓為 飾 王劍杰
- 葉天行 飾 劉元鶴
- 秦煌 飾 趙半山(趙三爺)
- 朱剛 飾 陶百歲
- 關灼元 飾 陶子安
- 孫季卿 飾 鍾阿四
- 陳嘉儀 飾 鍾四嫂
- 白蘭
- 何貴林 飾 鳳一鳴
- 曾偉明 飾 劉鹤真
- 李建川 飾 曹雲奇
- 朱鐵和 飾 汪鐵鶚
- 譚一清 飾 董二爺
- 陳安瑩
- 朱小寶 飾 田青文
- 談泉慶 飾 曾鐵鷗
- 胡美儀 飾 駱　冰
- 洪棟樑 飾 文泰來
- 陳軍戎 飾 阮士中
- 區嶽 飾 余管家
- 劉文俊 飾 玉筆山莊下人
- 梁少狄 飾 陳權（太極門門人）
- 虞天偉 飾 劫鏢者
- 方偉明 飾 劫鏢者
- 劉宇峯 飾 福安康兒子
- 劉宇聰 飾 福安康兒子
- 俞明 飾 鳳家管家

## 軼事
- 本劇部分演員曾參演佳藝電視製作的《雪山飛孤》，包括劉江、秦煌、楊澤霖、梁少狄，其中秦煌更在兩劇均飾演趙半山。
- 据呂良偉所述，原本自己飾演的是苗人鳳，後來又接替周潤發饰演胡一刀。後來“胡斐”原由劉德華所饰演，后因雪藏改由饰演兩父子。
- 因《書劍恩仇錄》與《雪山飛狐》互有關聯，因此，原先屬意曾演過《書劍恩仇錄》三個角色的鄭少秋再演福康安，與趙雅芝配戲，但鄭在台灣無法抽身而辭演。

## 影碟發行
以下影碟發行由電視廣播(國際)有限公司授權：
香港發行代理商現代音像(國際)有限公司於2005年推出發行了《雪山飛狐》VCD影碟零售版本，此影碟將已播放的集數並製作成22隻碟版本，一套共分為兩盒影碟，每隻碟跟電視劇的每集片長約60分鐘一樣，設有粵語及國語發音版本並配上繁體中文字幕。

## 配樂
主題曲 雪山飛狐  作曲:顧嘉輝 填詞:黃霑 演唱:(女)關菊英 (男)呂方
插曲 心語(1985) 作曲:顧嘉輝 填詞:黃霑 演唱:(女)關菊英 (男)呂方

## 外部連結
- 《雪山飛狐》 myTV SUPER （页面存档备份，存于）

| 香港無綫電視翡翠台 星期一至五 10:00-10:30 早上劇集時段                          | 香港無綫電視翡翠台 星期一至五 10:00-10:30 早上劇集時段 | 香港無綫電視翡翠台 星期一至五 10:00-10:30 早上劇集時段 |
| ------------------------------------------------------------------------------- | ------------------------------------------------------ | ------------------------------------------------------ |
|                                                                                 | 雪山飛狐 （2014.01.02 - 2014.05.02）                   |                                                        |
| 倚天屠龍記 （2013.09.02 - 2013.12.20） 聖誕特備電影 （2013.12.23 - 2014.01.01） | 碧血劍 （2014.05.05 - 2014.06.30）                     |                                                        |